# Xương dương vật

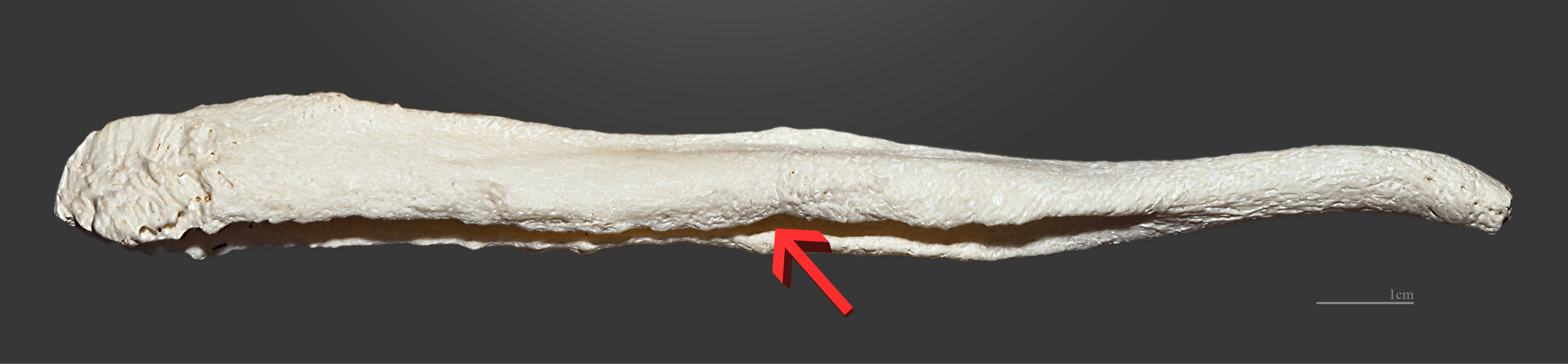
Xương dương vật của một dương vật chó; mũi tên là niệu đạo.

Xương dương vật (tên khoa học: baculum, hoặc os penis, hoặc os priapi) là một xương được tìm thấy trong dương vật của nhiều loài động vật có vú nhau thai. Nó không có trong dương vật của con người, nhưng hiện diện trong các dương vật của các loài linh trưởng khác, chẳng hạn như khỉ đột và tinh tinh. Xương nằm trên niệu đạo con đực, và nó hỗ trợ sinh sản hữu tính bằng cách duy trì đủ độ cứng trong quá trình thâm nhập tình dục. Xương tương đồng ở động vật có vú cái được gọi là baubellum hoặc os clitoridis - một xương âm vật.

## Chức năng
Xương dương vật được sử dụng cho giao phối và thay đổi về kích thước và hình dạng theo loài. Sự phát triển của nó có thể bị ảnh hưởng bởi sự lựa chọn tình dục, và đặc điểm của nó đôi khi được sử dụng để phân biệt giữa các loài tương tự. Xương trong dương vật cho phép con đực giao phối trong một thời gian dài với một con cái, có thể là một lợi thế khác biệt trong một số chiến lược giao phối. Chiều dài của quả tạ có thể liên quan đến thời gian giao phối ở một số loài. Trong các loài ăn thịt và linh trưởng, chiều dài của quả trứng có vẻ bị ảnh hưởng bởi sự lựa chọn tình dục sau khi quan sát. Ở một số loài Chiroptera, đường ruột cũng có thể bảo vệ niệu đạo khỏi bị nén.